# Guild Wars 2
Guild Wars 2 is een MMORPG ontwikkeld door ArenaNet en uitgegeven door NCSoft voor de pc. Het spel is de opvolger van Guild Wars.
Er zijn tal van veranderingen aangebracht in vergelijking met Guild Wars. Zo zijn er vijf rassen beschikbaar, namelijk Human, Sylvari, Asura, Charr en Norn, en in tegenstelling tot Guild Wars, waarbij het hele spel geïnstanced is, bevat Guild Wars 2 een persistent world. Instancing is er nog steeds, maar wordt nu gebruikt om het verhaal te vertellen van het personage. Ook zijn er grotere PvP-matches (genaamd World vs World) beschikbaar waarbij de speler met andere spelers van zijn eigen server tegen spelers van andere servers speelt en is er een uitgebreider controlesysteem. Het is bijvoorbeeld mogelijk om te springen, ontwijken en zwemmen in Guild Wars 2.
Guild Wars 2 maakt geen gebruik van het Holy Trinity System (Tank, Healer, DPS). In plaats daarvan heeft iedere klasse (in Guild Wars profession genoemd) de mogelijkheid zichzelf of andere spelers te healen. Sommige professions zijn echter wel beter in tanking dan andere, die op hun beurt gebruik kunnen maken van betere healing of damage skills.
In Guild Wars 2 kunnen de bereikte statussen worden overgebracht uit Guild Wars.
Om te zien welke statussen en uitrusting men kan meenemen naar Guild Wars 2, heeft ArenaNet een calculator gemaakt. Hierbij kan men precies zien met welke behaalde statussen in Guild Wars wat krijgt. Het is echter niet mogelijk om de volledige personages ('characters') naar Guild Wars 2 over te brengen.
Events zijn voor iedereen toegankelijk, dus ook voor characters met een lager level. In deze game is het maximumlevel van 20 verhoogd naar 80. Verder zijn onder andere de graphics verbeterd.
In tegenstelling tot de meeste andere MMORPG's, is Guild Wars 2 volledig gratis. Dit wordt gecompenseerd door een cash shop waarin onder andere esthetische items, ingame gold, extra character slots en speluitbereidingen kunnen worden aangekocht.

## Verhaal
Het spel vindt plaats in Tyria, de fantasiewereld van Guild Wars en speelt zich af 250 jaar nadat The Great Destroyer in Eye of the North is verslagen.
6 Elder Dragons die sliepen zijn uit hun slaap gewekt. Zij zorgen meteen voor een groot verspreide chaos en corruptie onder de bevolking.
Het eens zo grote ras Humans is door grote oorlogen niet meer het dominante ras; daarnaast zijn bijna alle dwergen uitgestorven en andere zijn versteend en onderhouden geen communicatie met de buitenwereld. Zowel oude als nieuwe rassen zijn opgestaan uit het machtsvacuüm dat de mensheid achterliet; Charr, Norn, Asura en Sylvari. Oude steden zijn vernietigd en opnieuw opgebouwd, landen hebben nieuwe grenzen of zijn verdwenen. Cantha en Elona zijn afgesneden door de politici en de draken.
In die 250 jaar zijn ook cultuur, kleding, wapenrusting en technologie (cf. uitbreiding vuurwapens) flink veranderd.

## Professions
Guild Wars 2 bevat negen speelbare klassen, professions genoemd, waarvan er vijf terug te vinden zijn in de originele Guild Wars, namelijk de Elementalist, Warrior, Ranger, Necromancer en de Mesmer.
De Mesmer maakt gebruik van illusies om zijn tegenstanders op het verkeerde spoor te brengen. Vaak worden deze skills "Hexes" genoemd die de tegenstander in diskrediet brengen door bijvoorbeeld tijdelijk een van de tegenstander zijn skills uit te schakelen of door zichzelf te klonen zodat de speler niet weet wie de echte mesmer is.
De Ranger moet altijd een pet/companion gebruiken.
Een Ranger kan een pet vangen door een Juvinele beest te charmen in de open wereld. Daarna kan hij of zij die pet ook een naam geven.
De Thief is vergelijkbaar met de Assassin uit de originele Guild Wars.
De Guardian en de Engineer waren niet aanwezig in Guild Wars 1. De Engineer maakt gebruik van turrets, bommen en andere technologische snufjes, en een Guardian is ruw gezegd een kruising tussen de Monk, Ritualist en de Paragon. Ondanks deze kruising is de Guardian geen zogeheten healer maar een meer defensieve profession.

## Living World
Kort nadat de game werd uitgebracht, is ArenaNet begonnen met het ontwikkelen van de zogeheten Living World. Hiermee wil ArenaNet de wereld van Guild Wars 2 verfrissend houden. In eerste instantie waren dit updates op maandelijkse basis, later is de frequentie waarin de updates verschijnen verhoogd naar 2 updates per maand. In iedere update die onderdeel uitmaakt van de Living World worden nieuwe onderdelen aan het spel toegevoegd, zowel permanente als tijdelijke. Enkele voorbeelden hiervan zijn:
Permanent:
- Gebieden (zoals Southsun Cove)
- Fractals
- Events
- Achievements
- Raids

Tijdelijk: 
- Gebieden (zoals Labyrinthine Cliffs)
- Dungeons (zoals Canach's Lair)